# Герцог де Сен-Симон

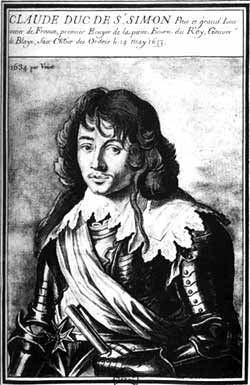
Клод де Рувруа де Сен-Симон, 1-й герцог де Сен-Симон

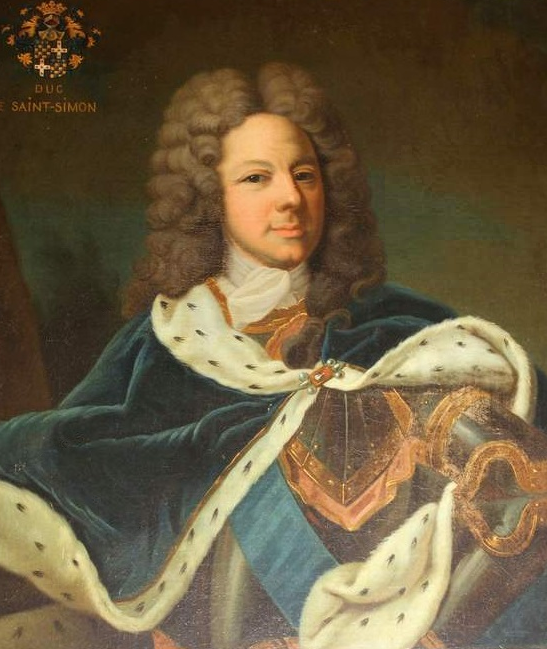
Луи де Рувруа, 2-й герцог де Сен-Симон

Герцог де Сен-Симон — угасший французский аристократический титул. Он был создан в январе 1635 года королем Франции Людовиком XIII для своего фаворита, Клода де Рувруа де Сен-Симона, графа де Рассе (1607—1693). В состав герцогства входили сеньория де Сен-Симон (ныне — департамент Эна), баронства, виконтства и сеньории де Бене, де Кластр, д’Артан, де Гоши, де Ториньи, де Понтрюэ, де Сави, де Рюминьи.

## История
Клод де Рувруа де Сен-Симон был сыном Луи де Рувруа де Сен-Симона, сеньора де Плесси (1568—1643), и Дениз де Лафонтен (ум. 1648), и младшим братом Шарля де Рувруа, маркиза де Сен-Симона (1601—1690). Ему наследовал в 1693 году его младший сын, Луи де Рувруа, 2-й герцог де Сен-Симон (1675—1755). В 1723 году Луи де Рувруа де Сен-Симон отказался от титула герцога-пэра в пользу своего старшего сына Жака-Луи де Рувруа (1698—1746), который стал известен как «герцог де Рюффек». В 1746 году после смерти последнего, не имевшего мужских потомков, герцогский титул перешел к его младшему брату, Арману-Жану де Рувруа (1699—1754). Он скончался бездетным в 1754 году, еще при жизни отца. Герцогский титул был возвращен их отцу, Луи де Рувруа, который умер в 1755 году.

## Список герцогов Сен-Симона

### Герцоги и пэры Франции (1635—1755)
- 1635—1693: Клод де Рувруа (16 августа 1607 — 3 мая 1693), 1-й герцог де Сен-Симон. Сын Луи де Рувруа де Сен-Симона, сеньора де Плесси (1568—1643), и Дениз де Лафонтен (ум. 1648)
- 1693—1755: Луи де Рувруа (16 января 1675 — 2 марта 1755), 2-й герцог де Сен-Симон, мемуарист. Единственный сын предыдущего от второго брака с Шарлоттой Л’Обеспин (1640—1725)
- 1723—1746: Жак-Луи де Рувруа (29 июня 1698 — 16 июля 1746), старший сын предыдущего, видам Шартра, пэр Франции, кавалер Ордена Золотого Руна, 3-й герцог де Сен-Симон (был известен как «герцог де Рюффек»). Был женат с 1727 года на Екатерине Шарлотте де Грамон (1707—1755), от брака с которой у него была одна дочь: Мари-Кристина (1728—1774), жена Шарля-Мориса Гойона де Монако, графа де Валентинуа (1727—1798).
- 1746—1754: Жан-Арман де Рувруа (12 апреля 1699 — 20 мая 1754), младший брат предыдущего, пэр Франции, граф де Рассе, маркиз де Рюффек, гранд Испании (1722), 4-й герцог де Сен-Симон (был известен как «герцог де Рюффек»). Скончался бездетным при жизни своего отца.

### Герцоги и гранды Испании (1814—1865)
В 1814—1865 года два маркиза де Сен-Симон, носили титул герцогов де Сен-Симон и грандов Испании. Их титул не признавался Францией.
- 1814—1819: Клод-Анн де Рувруа (16 марта 1743 — 27 февраля 1819), маркиз де Сен-Симон, депутат Генеральных штатов 1789 года. Сын Луи-Габриэля де Рувруа де Сен-Симона (1717—1777). В 1803 году король Испании Карл IV пожаловал его звание гранда Испании 1-го класса, а в 1814 году новый король Испании Фердинанд VII присвоил ему титул герцога де Сен-Симона
- 1819—1865: Анри-Жан-Виктор де Рувруа (11 февраля 1782 — 18 марта 1865), виконт де Сен-Симон, племянник предыдущего и сын Лу-Шарля де Рувруа, виконта де Сен-Симона (1744—1790). В феврале 1819 года после смерти своего дяди унаследовал титулы герцога де Сен-Симона и гранда Испании, а в 5 марта 1819 года стал маркизом де Сен-Симон и пэром Франции.